# 林家弘
林家弘（1984年11月20日—），外號ET、大表哥，是台灣的電子格鬥遊戲競技玩家、實況主，擅長《格鬥天王》系列遊戲，取得超過63個賽事頭銜，包括多個世界冠軍，其中在2017年進化冠軍系列賽的《格鬥天王XIV》項目贏得的冠軍，是台灣首次在該賽事中奪冠。

## 經歷
林家弘是新北市三重區人，畢業自莊敬高職餐飲科。他在8歲開始接觸格鬥遊戲，不顧家人反對與打罵，經常流連於街機店，經常一天待十幾個鐘頭，技術也逐漸卓越。電玩店的其他玩家認爲他的玩法很奇怪，在他們的口耳相傳之下，ET的名號逐漸傳開。2005年，林家弘在《NEOGEO 鬥技場》台中大賽拿下首座冠軍，次年在台日名人交流賽《格鬥天王XI》中獲勝。
2009年，林家弘以《格鬥天王2002 無限對決》在台灣奪冠，受邀到中國大陸廣州參加比賽，但因為過於鬆懈，在冠軍賽中敗給香港選手焱。
2012年，林家弘與台灣選手楊耀仁合力拿下European Street Battle《格鬥天王XIII》雙人賽世界冠軍。
2016年，林家弘在台北市中正區與朋友合開DBJ大寶劍格鬥電競活動館，雖找過多家廠商拉攏贊助，但皆無下文。
2017年，林家弘在2017年進化冠軍系列賽中的主項目《格鬥天王XIV》賽事中，使用大門五郎擊敗中國大陸玩家曾卓君使用的八神庵，贏得世界冠軍，這是台灣首次在該賽事中奪冠。在2018年和2019年的進化冠軍系列賽中，《格鬥天王XIV》被改為副項目，同樣由林家弘奪冠，而2019年，林家弘也因為成績達標，受SNK贊助一年。林家弘的家人原先並不認同他，在他於2017年贏得世界冠軍後，態度才柔和許多。
2025年5月6日，沙烏地阿拉伯電競戰隊 Falcons Esports 宣布新血加入，其中包含台灣資深《拳皇》電競選手林家弘 ET，將以《餓狼傳說 City of the Wolves》選手身份參與今年的賽事。

## 觀點
林家弘表示，格鬥類遊戲原本就屬小眾，台灣的市場也小，賽事數量少，無法光憑格鬥遊戲電競維生，而林家弘也因此長期以來未受台灣廠商贊助。但林家弘並不打算改玩其它類型的遊戲，而是希望致力推廣格鬥遊戲，並希望有年輕玩家能傳承。他在2019年獲得亞洲電競大賞AEA－台灣站的「年度最佳家用主機選手獎」時，也在得獎感言中表示希望可以有更多年輕玩家加入格鬥遊戲。

## 技術與風格
台灣格鬥遊戲賽事主播魯比評論，認為林家弘屬於難以被預測的賭徒型玩家，愛用冷門角色、風格大膽。而林家弘也表示，自己的代號「ET」正是因為被認為打法怪異，才演變成玩家代號。

## 賽事成績
| 年份 | 賽事名稱                        | 比賽項目              | 成績                 | 參考來源     |
| ---- | ------------------------------- | --------------------- | -------------------- | ------------ |
| 2005 | 台中大賽                        | NEOGEO 鬥技場         | 冠軍                 | [ 3 ]        |
| 2006 | 台日名人交流賽                  | 格鬥天王XI            | 冠軍                 | [ 3 ]        |
| 2009 | 2002um全國大賽                  | 格鬥天王2002 無限對決 | 亞軍                 | [ 2 ]        |
| 2012 | European Street Battle          | 格鬥天王XIII          | 冠軍（與楊耀仁合力） | [ 2 ] [ 11 ] |
| 2016 | Winter Showdown 3               | 格鬥天王XIII          | 冠軍                 | [ 9 ]        |
| 2017 | 進化冠軍系列賽 EVO              | 格鬥天王XIV           | 冠軍                 | [ 1 ]        |
| 2018 | 進化冠軍系列賽 EVO              | 格鬥天王XIV           | 冠軍                 | [ 1 ]        |
| 2018 | NEOGEO World Tour世界巡迴上海站 | 格鬥天王'98           | 季軍                 | [ 12 ]       |
| 2018 | NEOGEO World Tour世界巡迴上海站 | 格鬥天王XIV           | 亞軍                 | [ 12 ]       |
| 2019 | 進化冠軍系列賽 EVO              | 格鬥天王XIV           | 冠軍                 | [ 1 ]        |
| 2019 | 日本進化冠軍系列賽 EVO JAPAN    | 格鬥天王XIV           | 亞軍                 | [ 9 ]        |
| 2019 | Neo Geo World Tour S2全球總決賽 | 格鬥天王XIV           | 亞軍                 | [ 13 ]       |
| 2019 | Vegas Cup 3                     | 格鬥天王'98           | 冠軍                 | [ 14 ]       |
| 2019 | Vegas Cup 3                     | 格鬥天王2002          | 冠軍                 | [ 14 ]       |
| 2019 | Vegas Cup 3                     | 格鬥天王XIII          | 冠軍                 | [ 14 ]       |
| 2019 | Vegas Cup 3                     | 格鬥天王XIV           | 冠軍                 | [ 14 ]       |
| 2020 | YourHomeYourArena慈善盃         | 格鬥天王XIV           | 冠軍                 | [ 15 ]       |
| 2022 | 進化冠軍系列賽 EVO              | 格鬥天王XV            | 亞軍                 | [ 16 ]       |
| 2023 | 進化冠軍系列賽 EVO              | 格鬥天王XV            | 亞軍                 | [ 17 ]       |
| 2024 | 日本進化冠軍系列賽 EVO JAPAN    | 格鬥天王XV            | 冠軍                 | [ 18 ]       |
| 2024 | 進化冠軍系列賽 EVO              | 格鬥天王XV            | 亞軍                 | [ 19 ]       |
| 2025 | 日本進化冠軍系列賽 EVO JAPAN    | 格鬥天王XV            | 冠軍（衛冕）         | [ 20 ]       |

## 外部連結
- 林家弘的Facebook專頁